# Lament (album)
Lament – pierwszy album studyjny australijskiej grupy muzycznej Abyssmal Sorrow. Został wydany 13 lutego 2008 roku przez wytwórnię płytową Deaden Productions
.

## Lista utworów
1. "Bound in Lifeless Affliction" – 09:14
2. "Requiem for the Dying Moon" – 10:47
3. "Cavernous Sorrow and Worthlessness" – 05:55
4. "Echoes Through the Fields of Death" – 09:23
5. "Austere Lament Part One" – 06:53
6. "Austere Lament Part Two" – 12:21